# Seller
Un seller o selleter era un menestral que tenia com a ofici fer o vendre selles per a muntar a cavall.
A Mallorca, els sellers compartiren col·legi professional, inicialment, amb els esparters, però posteriorment se n'escindiren i finalment s'ajuntaren amb els basters. Les ordinacions més antigues que se'n conserven són de 1545.